# Minoru Hanafusa
Minoru Hanafusa (japanisch 花房 稔 Hanafusa Minoru; * 30. Juli 1996 in der Präfektur Tokio) ist ein japanischer Fußballspieler.

## Karriere
Hanafusa erlernte das Fußballspielen in der Schulmannschaft der Kokugakuin Kugayama High School und der Universitätsmannschaft der Kokushikan-Universität. Seinen ersten Vertrag unterschrieb er 2019 beim FC Ryūkyū. Der Verein, der in der Präfektur Okinawa beheimatet ist, spielte in der zweithöchsten Liga des Landes, der J2 League. 2020 wechselte er nach Yokohama zum Drittligisten YSCC Yokohama.